# Friedrich Gottlieb Bartling

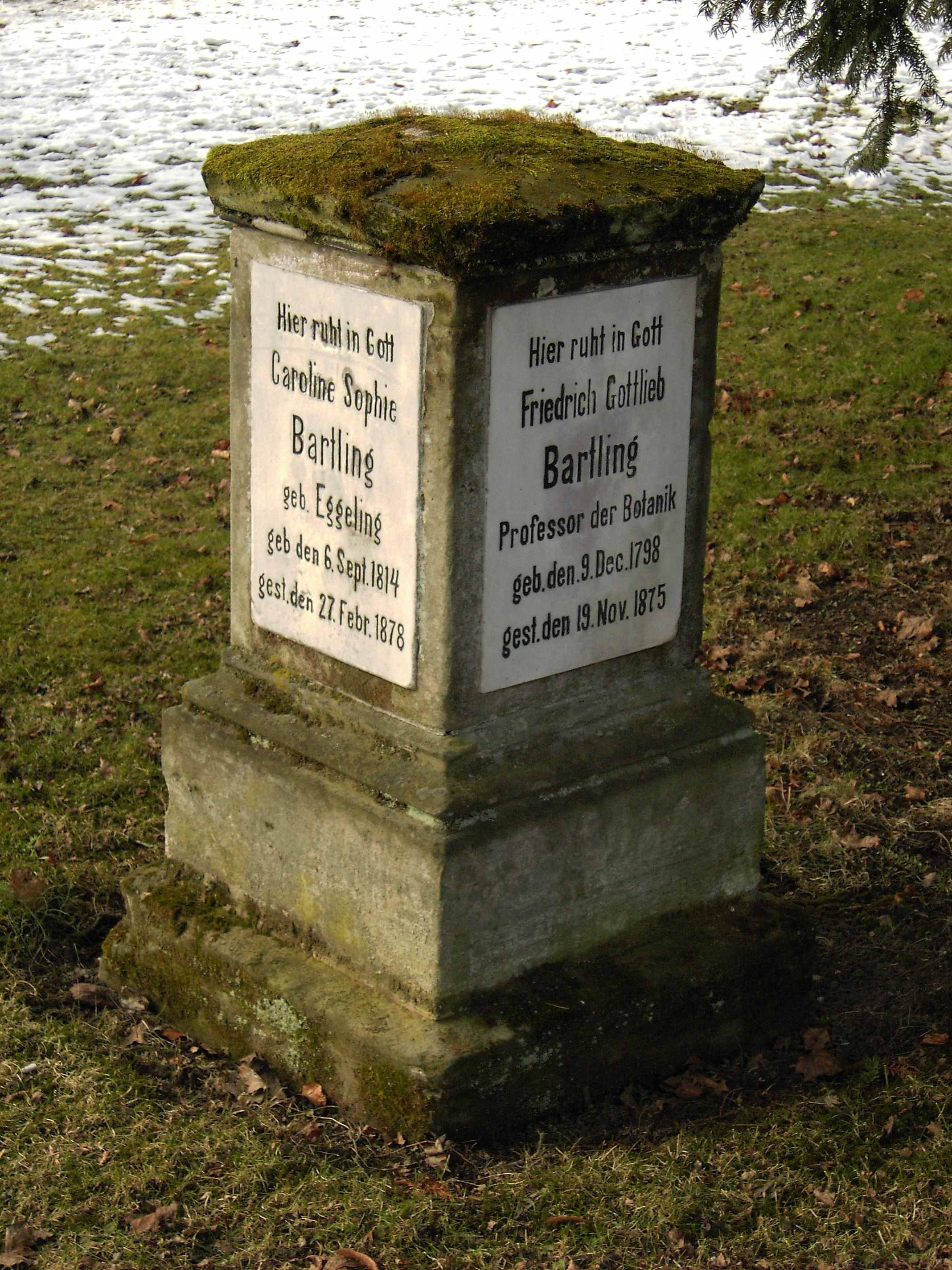
Bartling és nejének sírja Göttingenben

Friedrich Gottlieb Bartling (Hannover, 1798. december 9. – Göttingen, 1875. november 20.) német botanikus. 
Botanikai szakmunkákban nevének rövidítése: „Bartl.”.

## Életútja
1818-ban Magyarországon is megfordult, és különösen Horvátország és a tengerpart növényzetét vizsgálta. 1836-ban Göttingenben a növénytan tanára, egy évre rá a botanikus kert igazgatója lett.

## Munkái
- De litoribus ac insulis maris Liburnici (Hannover, 1820)
- Ordines naturales plantarum (Göttinga, 1830)
- Flora der österreichischen Küstenländer (uo. 1825, a Beiträge-ben)
- Vegetabilia cellularia in Germania septentrionali (Hampéval együtt, uo. 1834 és 36)
- Beiträge zur Botanik (Wendlanddal közösen, uo. 1824-26, 2 füzet a Diosmeák monográfiájával)
- Der boton. Garten in Göttingen (1837, A göttingai növénykertről)